# More Milk, Yvette
More Milk, Yvette (případně More Milk, Evette) je americký film, který natočil režisér Andy Warhol podle hrubého návrhu příběhu od Ronalda Tavela. Premiéru měl 8. února 1966 ve Film-Maker's Cinemathèque v New Yorku. Snímek je poctou herečce Laně Turner, jejíž roli v něm ztvárnil Mario Montez. V dalších rolích se představili Richard Schmidt a Paul Caruso. Snímek byl natočen v listopadu 1965. Jde o černobílý film, natočený na 16mm kameru. Občas je uváděno, že k filmu nahrála hudbu skupina The Velvet Underground, jejímž manažerem byl Andy Warhol. Tato informace se nezakládá na pravdě, k omylu dochází od chvíle, kdy byla kapela chybně uvedena na plakátu k filmu.